# Parvis Notre-Dame - place Jean-Paul-II
Pour les articles homonymes, voir Notre-Dame et Jean-Paul II (homonymie).
Le parvis Notre-Dame - place Jean-Paul-II est une place de Paris située en face de la cathédrale Notre-Dame, sur son parvis, qui a pris le nom du pape et saint Jean-Paul II en 2006.

## Situation et accès
Située sur l'île de la Cité, la place s'étend sur le parvis de la cathédrale Notre-Dame. Une crypte archéologique y est également présente, ainsi que plusieurs statues, dont celle de Charlemagne (Charlemagne et ses Leudes).

## Origine du nom
La place rend hommage au pape Jean-Paul II (1920-2005).

## Historique

### DuXIIesiècleau milieu duXVIIIesiècle

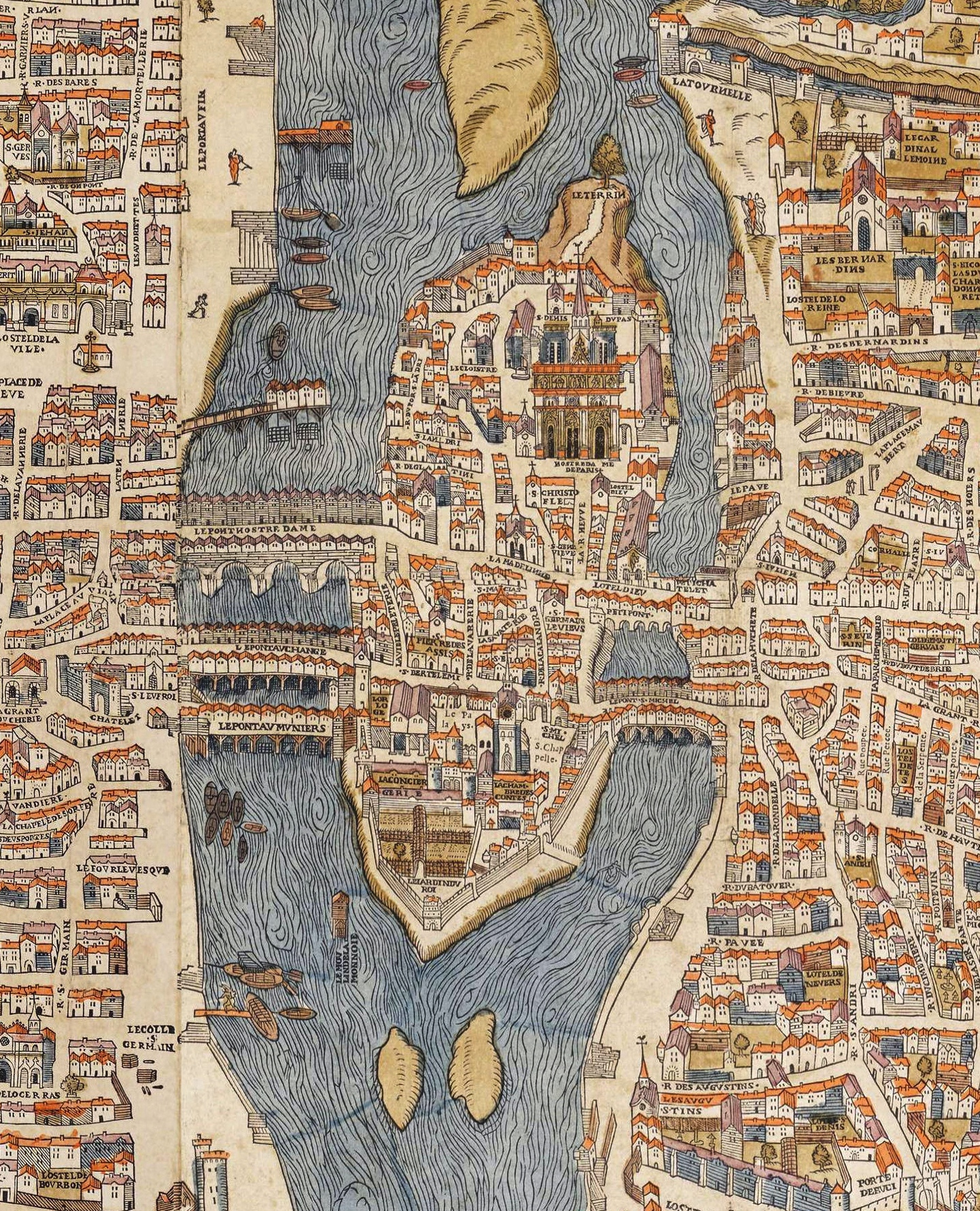
L'extrait du plan de Bâle, montrant l'île de la Cité, 1553. Depuis l'époque de la construction de Notre-Dame jusqu'au milieu du XVIIIe siècle, la parvis n'est qu'une placette de 16 m de large au cœur d'un quartier très dense.

Jusqu'au XIIe siècle, le parvis est occupé par la cathédrale Saint-Étienne. Au nord de la cathédrale se trouvait une petite place entre le chevet de l'église Saint-Christophe et l'église Saint-Jean-le-Rond. À l'ouest, entre la rue Saint-Christophe et la rue Neuve-Notre-Dame, se trouve la rue de la Huchette.
En 1160, décision est prise de raser la cathédrale Saint-Étienne, afin d'agrandir la cathédrale Notre-Dame. La façade de cette dernière est reculée de 40 m vers l'est par rapport à celle du IVe siècle. Le parvis Notre-Dame est mentionné pour la première fois dans un texte en 1163-1164. Il est agrandi au Moyen Âge, en vertu du prestige acquis par la cathédrale de Paris, devenu capitale du royaume de France. Ce parvis est probablement limité dès le XVIe siècle, par des bornes à l'est, vers Notre-Dame, et par un petit mur dit « ceinture du Parvis » au Nord et à l'Ouest. Jusqu'au milieu du XVIIIe siècle, ce muret délimite le parvis qui relève de la justice du chapitre cathédral. Son sol est alors plus bas que celui des voies adjacentes et l'on y descend par des marches.
À partir de 1611, est mentionnée une statue représentant un homme debout, dont l'origine est inconnue et appelée Monsieur Legris ou Le Jeûneur. Elle se trouvait sur l'enceinte du parvis, face à l'entrée de l'Hôtel-Dieu ; vers 1750, cette statue disparaît. Entre 1624 et 1628, la fontaine du Parvis Notre-Dame, adossée à l'enceinte, est construite sur le parvis. Elle est remplacée dix ans plus tard par une nouvelle fontaine construite par Christophe Gamard.
Au XVIIIe siècle, des échoppes viennent s'adosser à l'enceinte du parvis. En 1702, cette place, qui fait partie du quartier de la Cité, possède quatre maisons et cinq lanternes.

Le parvis avec l'enceinte et la fontaine
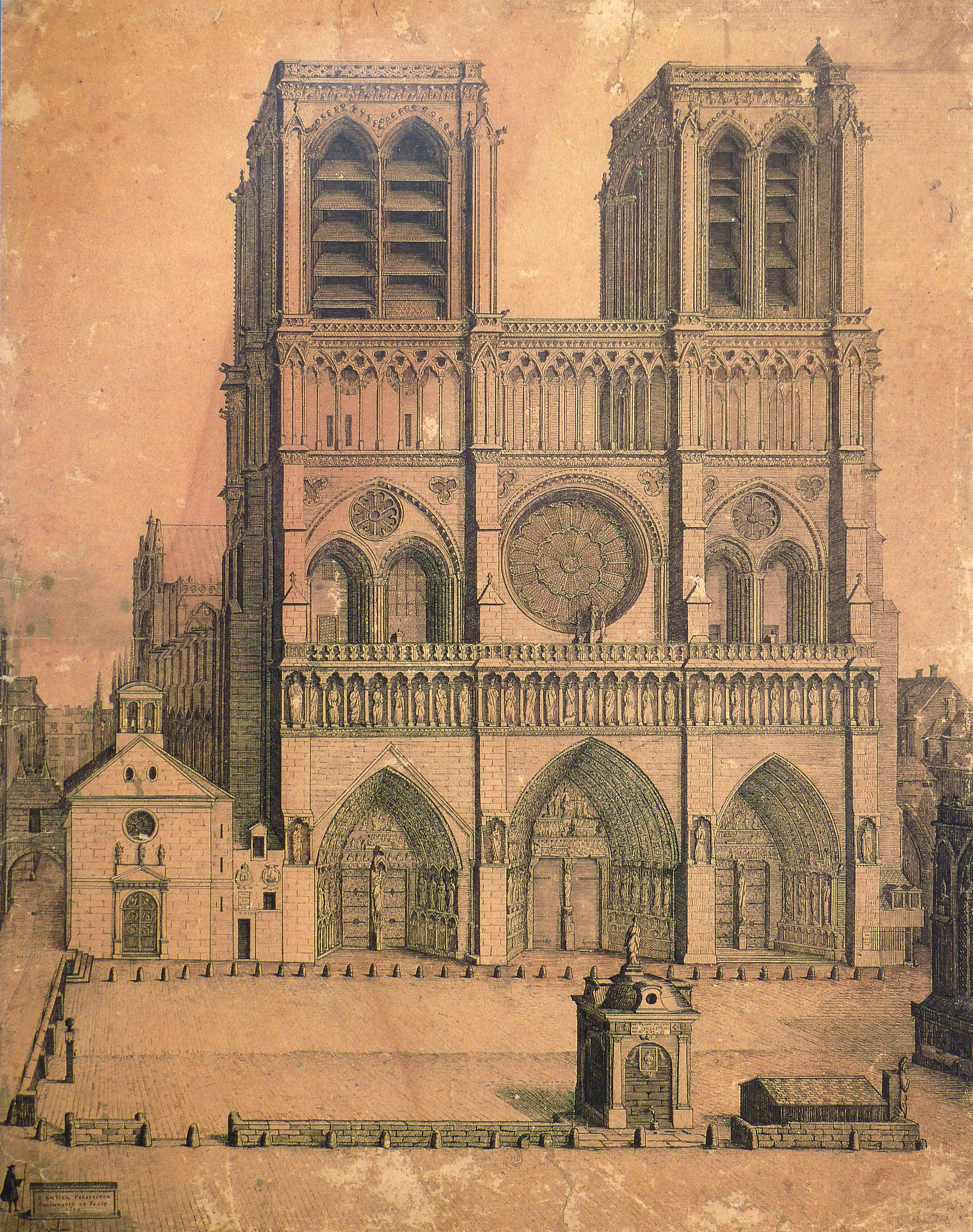
En 1699.
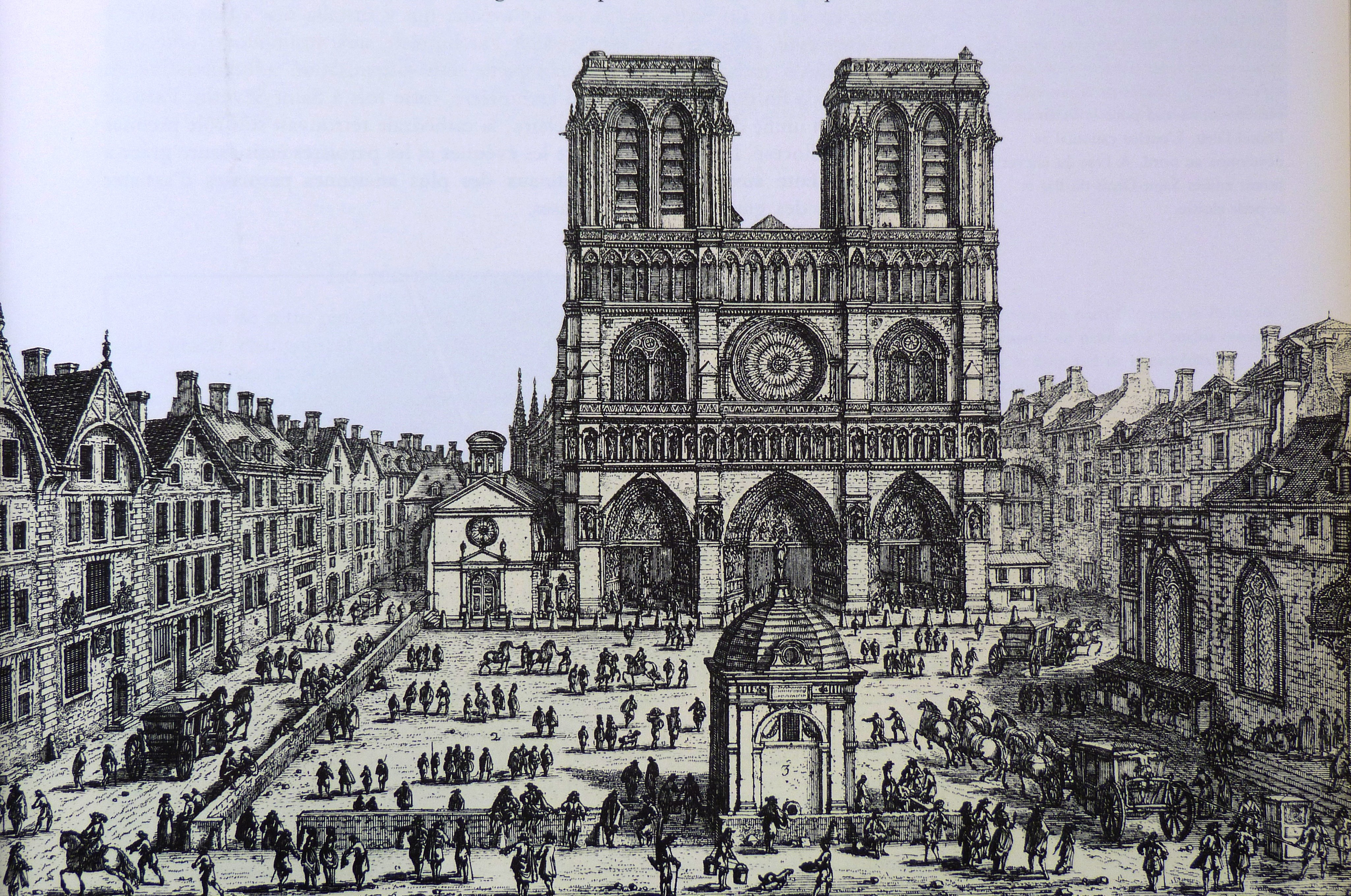
Au milieu du XVIIIe siècle.
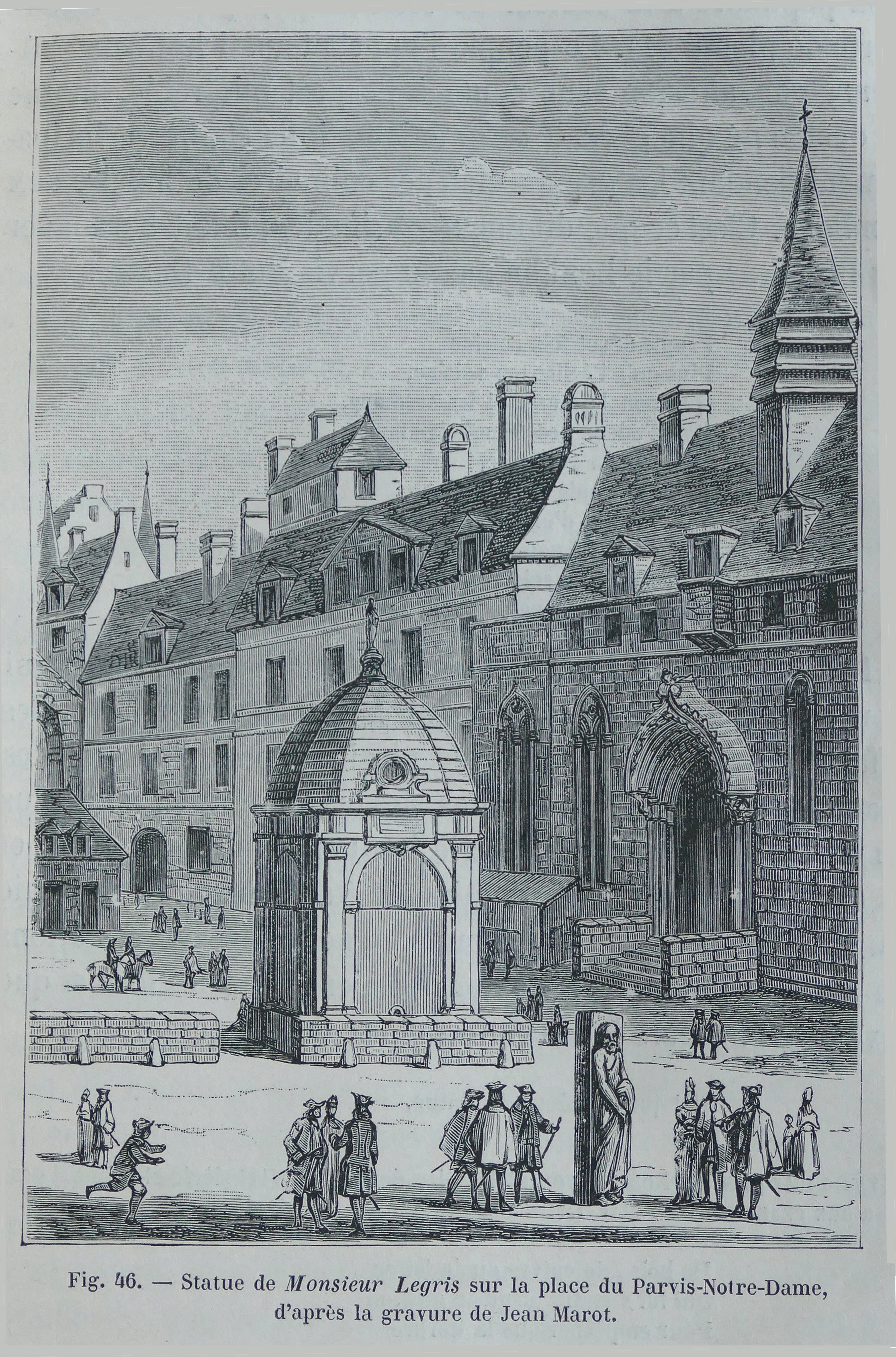
Statue Monsieur Legris, d'après une gravure de Jean Marot, Les rues du Vieux Paris, Victor Fournel, 1879.

### Du milieu duXVIIIesiècleau milieu duXIXesiècle
Le premier élargissement du parvis, lié à des grands projets d'aménagements et la décision de construire un nouvel hôpital des Enfants-Trouvés, intervient au milieu du XVIIIe siècle. De 1746 à 1749, des maisons situées entre les rues Saint-Christophe, de Venise, Neuve Notre-Dame et l'impasse de Jérusalem sont achetées puis démolies afin de construire l'hôpital. Entre 1745 et 1757, les bâtiments compris dans l'îlot délimité par les rues Saint-Christophe, de la Huchette, Neuve-Notre-Dame et de Venise, y compris l'église Saint-Christophe, sont rasés pour dégager l'hôpital et agrandir le parvis,. L'enceinte entourant le parvis, les échoppes adossées, la fontaine de Gamard et la statue du jeûneur sont détruites et la rue de la Huchette est incorporée au parvis. Un important travail de nivellement est mené : le sol du parvis est rehaussé, tandis que celui des rues adjacentes est abaissé.
En 1802, la place est à nouveau agrandie mais au sud-est cette fois. La chapelle de l'Hôtel-Dieu est démolie et Clavareau reconstruit une nouvelle entrée sous la forme d'un portique à colonnes doriques. L'hôpital, agrandi vers l'ouest dans les années 1780, est occupé après la Révolution française par l'administration de l'Assistance publique. Sur ce bâtiment est rajouté deux fontaines en 1806.

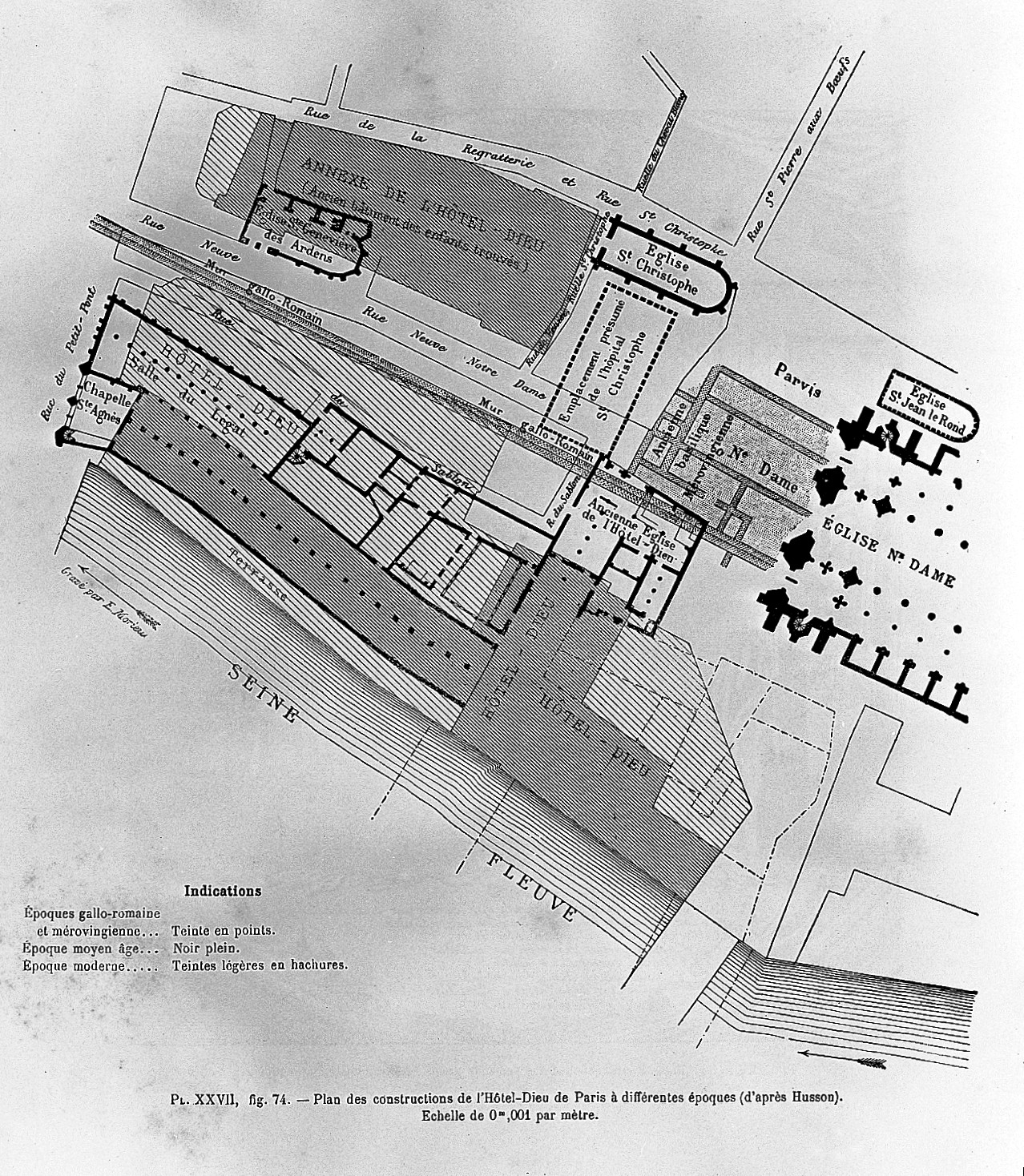
Plan montrant les agrandissements successifs du parvis entre le XIIe siècle et la fin du XIXe siècle.
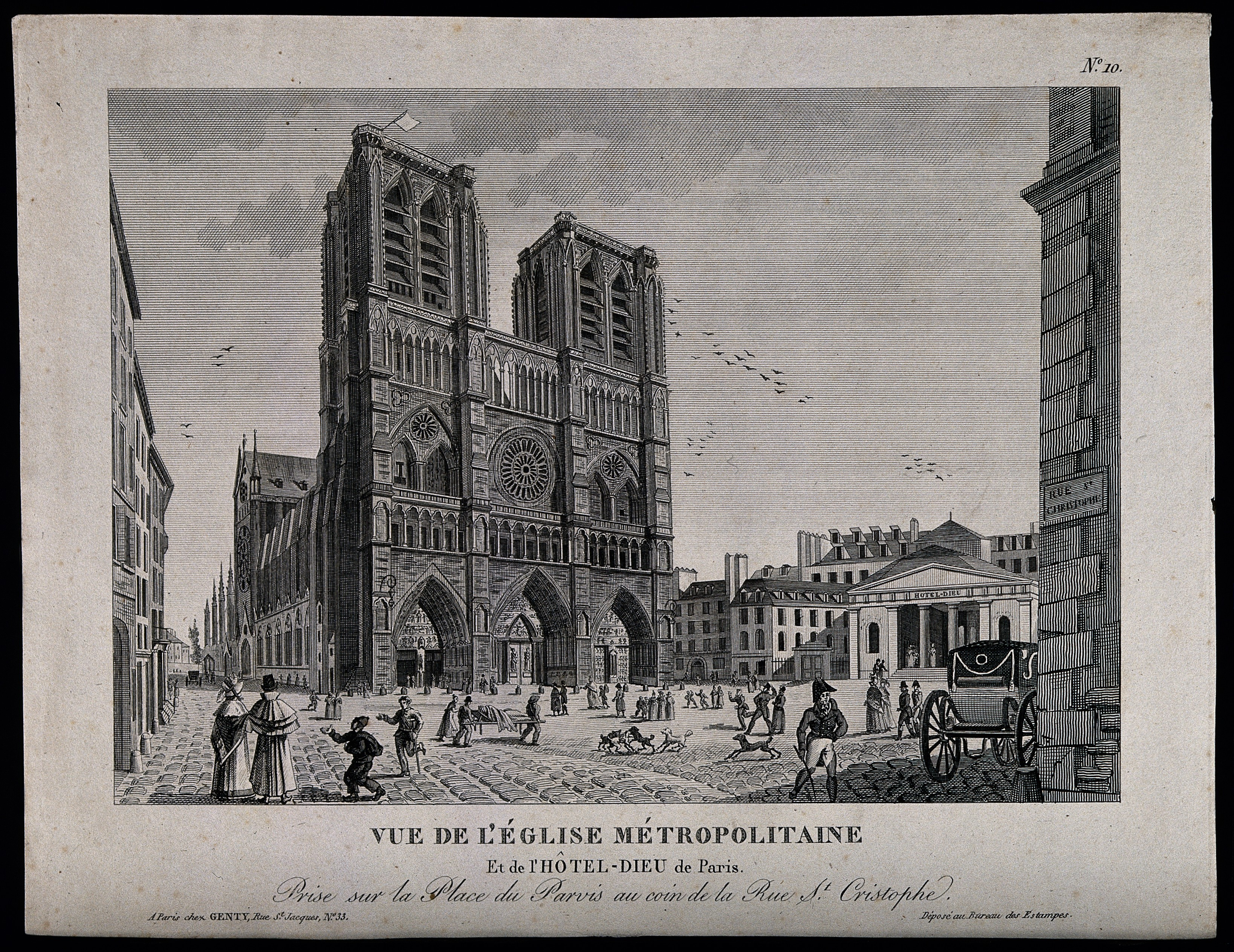
Le parvis après la construction de la nouvelle entrée de l'Hôtel-Dieu.

### Du milieu duXIXesiècleà la Première Guerre mondiale
La place a pris sa physionomie actuelle dans les années 1860-1870 dans le cadre des transformations de Paris sous le Second Empire. Le 22 mai 1865, la reconstruction de l'Hôtel-Dieu sur son site actuel (au nord de la place et non plus au sud) est déclarée d'utilité publique. L'ensemble de rues situé au nord du parvis, entre la Seine, la rue de la Cité et la rue d'Arcole est rasé entre 1865 et 1867 et les nouveaux bâtiments de l'Hôtel-Dieu sont érigés à son emplacement. Le bâtiment de l'Assistance publique, qui se trouvait entre le parvis, la rue de la Cité, la rue Saint-Christophe et la rue Neuve-Notre-Dame est démoli à son tour en mai 1874,. Les anciens bâtiments de l'Hôtel-Dieu, situés le long de la Seine, sont démolis en 1877-1878 et remplacés par un square, où est installée la statue Charlemagne et ses Leudes en 1882.
À noter que les vestiges de la crypte de la cathédrale Saint-Étienne sont au XIXe siècle fouillés puis remblayés.
Le parvis s'étend désormais entre la cathédrale, seul bâtiment antérieur à 1860 ayant subsisté en élévation, et la rue de la Cité (caserne de la Cité, actuellement préfecture de police). La superficie de la place passe d'environ 0,43 ha à environ 1,52 ha (en incluant la portion de la rue de la Cité qui traverse la place à l'ouest). Cette superficie favorisant les exercices militaires, le parvis est transformé en place d'armes de la caserne, devenue Préfecture de police.
Ce triplement de la surface du parvis rompant avec le Paris architectural de l'Ancien Régime est alors l'objet de critiques de nombreux défenseurs du patrimoine, par exemple le conservateur du musée Carnavalet Georges Cain qui le compare en 1905 à une « steppe immense, glacial en hiver, torride en été ». L'illustrateur et auteur Albert Robida déplore la même année : « On a tout rasé. Au lieu du Petit parvis d’autrefois, auquel on accédait après avoir passé lentement par des rues étroites, ménageant le coup de surprise pour la grande envolée d’âme des merveilleuses architectures de la façade, on a une immense place vide qui diminue l’église, en un plateau correct et froid, refroidi encore par les blocs de hautes constructions massives, énormes et monotones des casernes et de l’Hôtel-Dieu ». Et Lucien Lambeau, secrétaire général de la Commission du Vieux Paris, de regretter que le parvis soit désormais « sillonné, en raison de sa grandeur, par de nombreuses lignes de tramways ».
En juin 1914, lors de travaux pour édifier un terre-plein central sur le parvis, sont mises au jour les fondations de l'ancienne église Saint-Pierre-aux-Bœufs. Présenté comme un « refuge », ce terre-plein vise à offrir une sécurité aux piétons face aux risques d'accidents automobiles, alors que la circulation s'accroît — les feux de circulation et les passages piétons ne se développent qu'à partir des années 1920 —. Les débats précédant cet aménagement avaient duré une trentaine d'années avant d'aboutir, ses opposants estimant qu'il dénaturait l'esprit des lieux, notamment du point de vue de son éclairage, gâchant selon eux la perspective donnant sur la cathédrale. Au début des années 1910, un projet refusé prévoyait d'installer sur le parvis un jardin à la française.
Le 11 octobre 1914, durant la Première Guerre mondiale, la cathédrale Notre-Dame de Paris est touchée lors d'un raid effectué par des avions allemands.

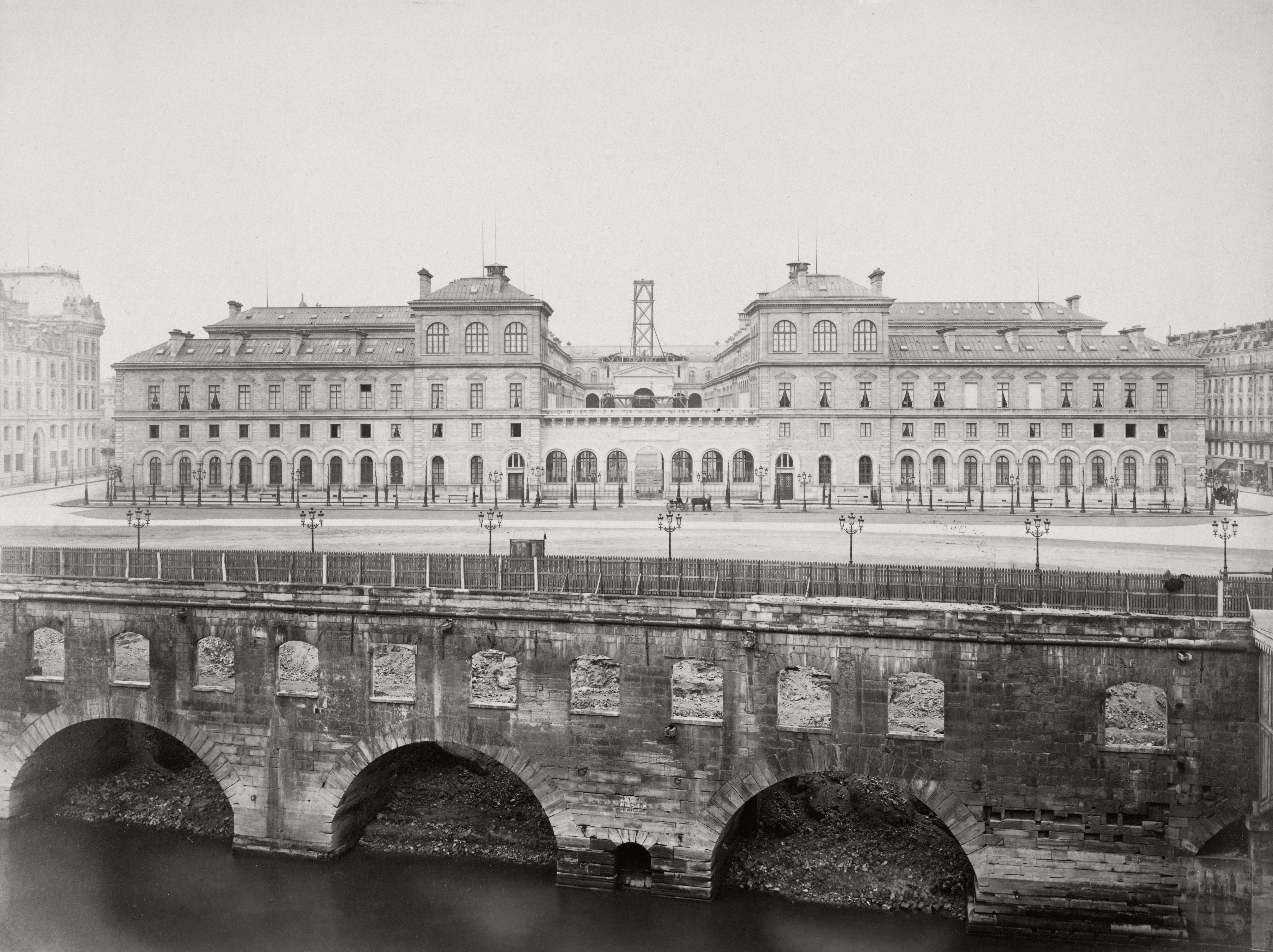
Le parvis après la destruction de l'ancien Hôtel-Dieu et du bâtiment de l'assistance publique.
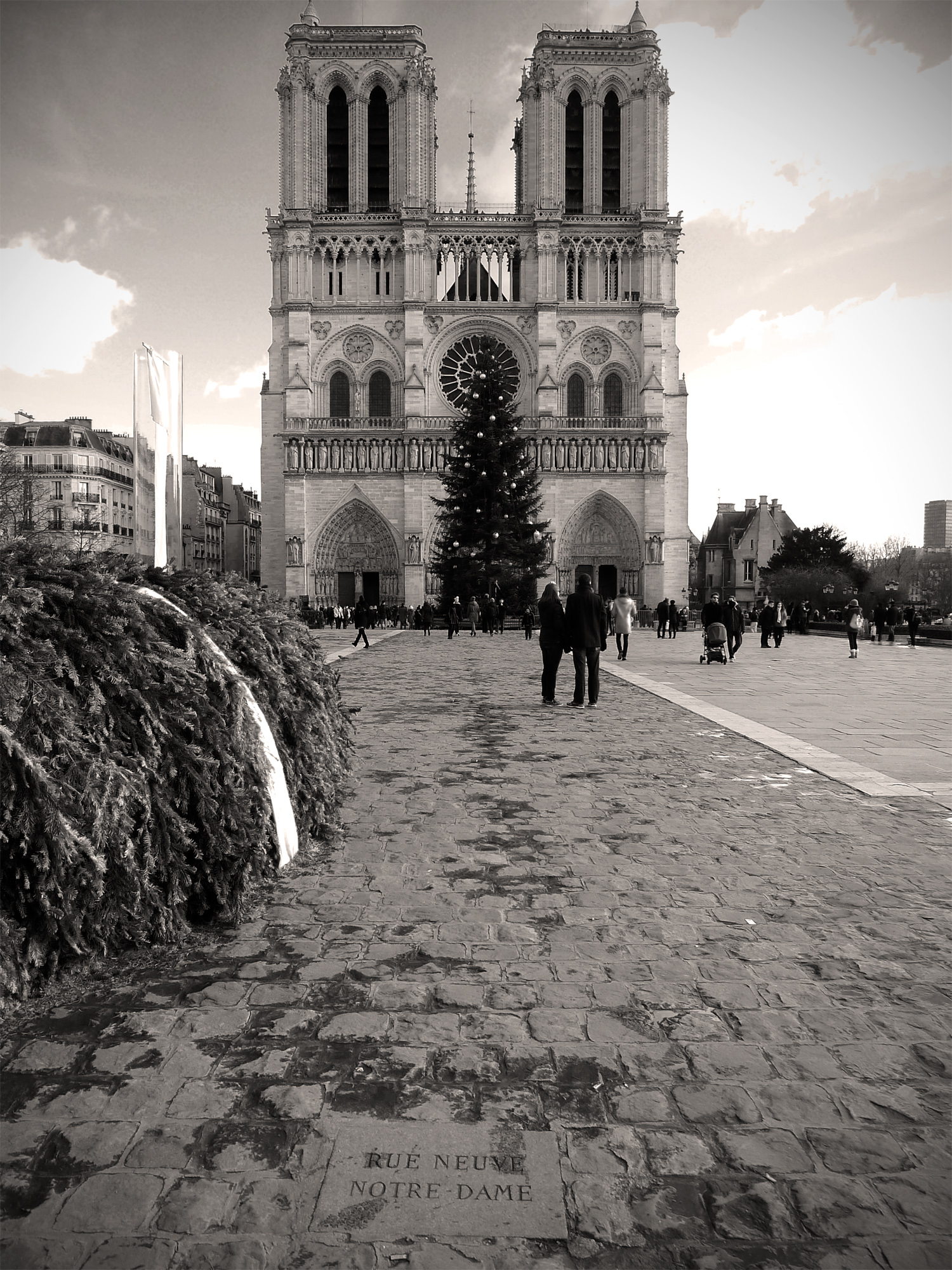
Le tracé de l'ancienne rue Neuve-Notre-Dame.
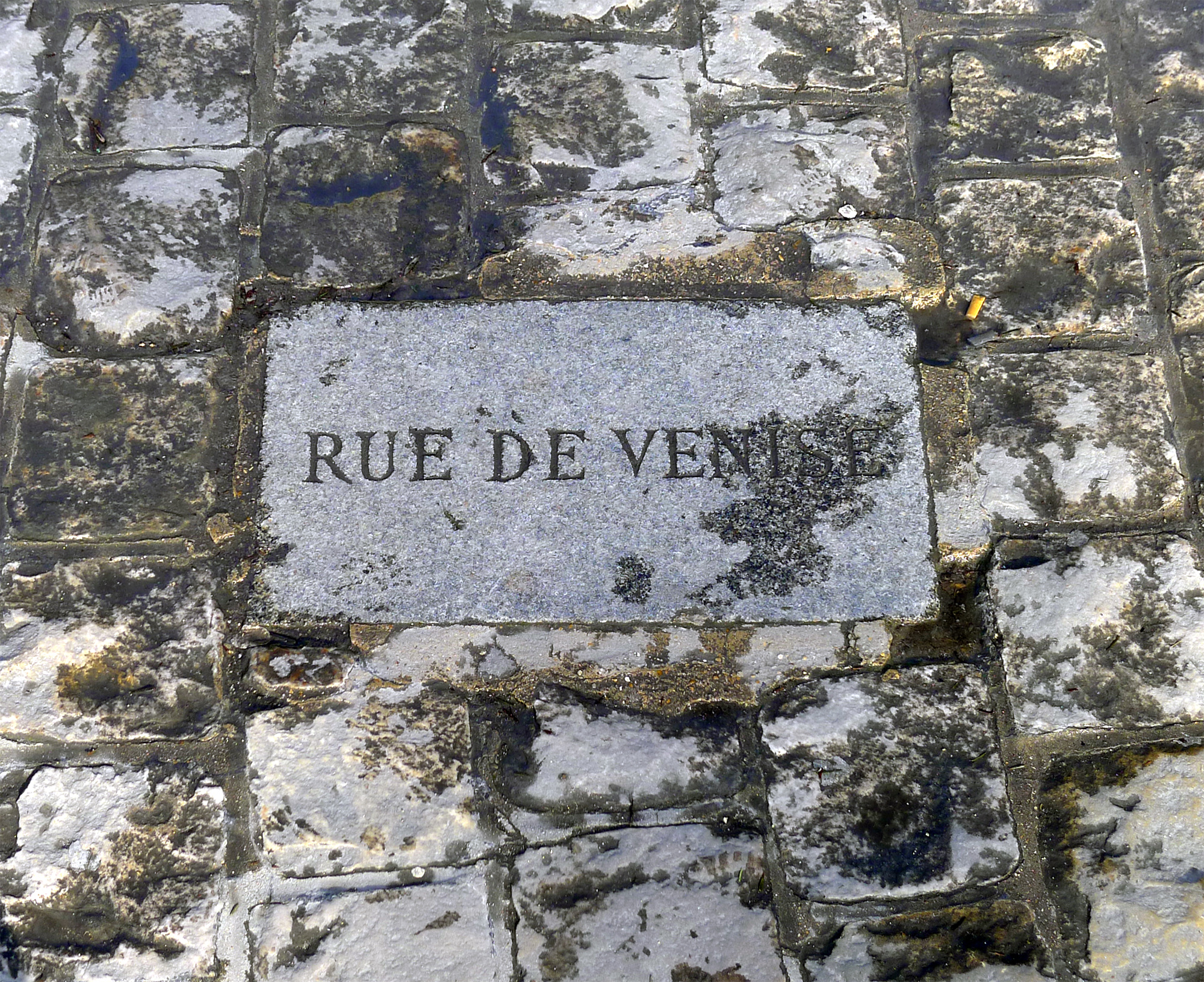
Plaque signalant l'ancienne rue de Venise.
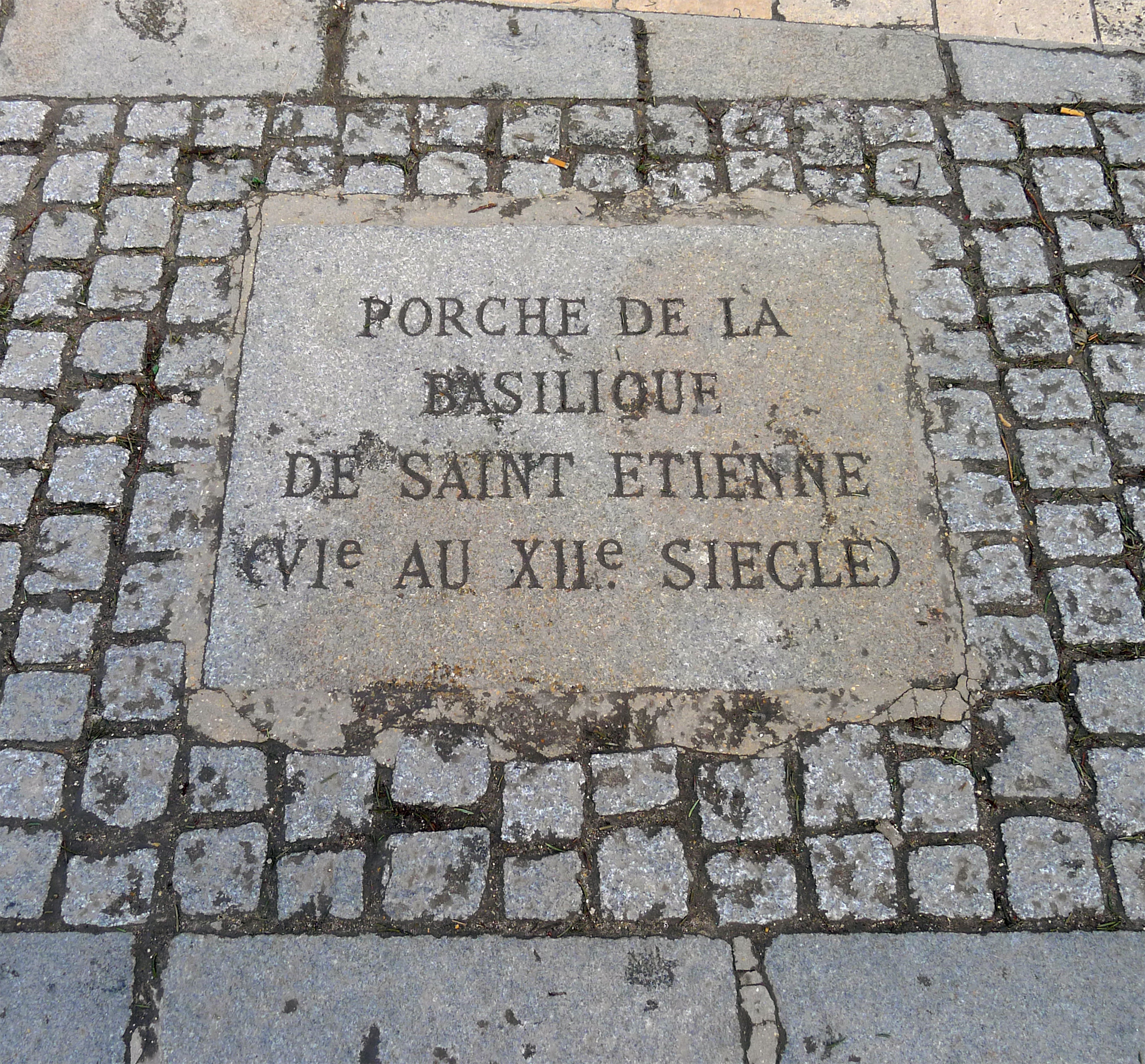
Plaque sur le parvis de Notre-Dame signalant l'emplacement du porche de l'ancienne cathédrale Saint-Étienne.

### Seconde moitié duXXesiècle
Durant les Trente Glorieuses, à l'heure du tout-voiture, le terre-plein central se trouve encerclé de places de stationnement automobile, ce qui suscite dès la fin des années 1950 des critiques en matière patrimoniale et interroge l'avenir du parvis. Divers projets plus ou moins réalistes sont proposés : planter des arbres à l'emplacement des anciennes limites de la place (Yvan Christ), y installer un miroir d'eau en renvoyant la circulation en sous-sol (Paul Maymont) ou encore y construire des bâtiments contemporains de faible hauteur (Atelier d'urbanisme de la Ville de Paris, l'Apur actuel). En 1962, le conseil municipal décide d'aménager un parking en sous-sol. Deux ans plus tard, des fouilles préventives sont menées sous l'autorité de l'archéologue Michel Fleury afin d'exhumer de potentiels vestiges. Elle durent jusqu'en 1975 et sont fructueuses : « apparurent les restes de bains publics gallo-romains, une portion du mur d'enceinte du IVe siècle, des fondations de maisons médiévales, de bâtiments du XVIIIe jusqu’aux égouts haussmanniens ». Leur importance conduit en 1967 à adopter le principe de préserver ces ruines sous forme d'une crypte muséale mais les atermoiements quant à l'avenir du parvis en lui-même (y construire ? aménager une voie souterraine ? déplacer le parking ?) conduisent à laisser le site en chantier durant plusieurs années, au grand dam des élus parisiens. La circulation automobile au pied de la cathédrale qui vient d'être ravalée est par ailleurs dénoncée pour la pollution qu'elle génère.
À l'aube de 1970, un projet définitif est arrêté : la circulation automobile est renvoyée à l'ouest du parvis, du côté de la préfecture de police, de même que l'accès au futur parking de 200 places sur deux niveaux, dont l'accès sera caché par une rangée d'arbres, à côté de celle de la crypte, d'un style contemporain discret. Le projet de creuser un tunnel routier pour remplacer la voie au pied de la cathédrale, là où se trouvent les vestiges souterrains de l'ancienne cathédrale Saint-Étienne, est abandonné quelques années plus tard. Les architectes André Hermant et Jean-Pierre Jouve sont chargés des travaux. Le parking ouvre en 1971 et le parvis, voulu comme un forum par ses concepteurs (l'historien de l'art Yvan Christ parle de l'« humaniser »), semble désormais approprié par la population comme le note Le Monde en 1975 au sujet des jeunes qui s'y retrouvent le soir. Les contours du parcellaire médiéval sont aujourd'hui matérialisés par des pavés de couleurs claires. De même figure le tracé des anciennes voies et les limites des bâtiments (cathédrale Saint-Étienne, église Sainte-Geneviève-des-Ardents, etc.) qui structuraient autrefois l'espace urbain désormais occupé par le parvis. La crypte est inaugurée en 1980 mais des fouilles souterraines se poursuivent jusqu'en 1988, l'archéologue Venceslas Kruta exhumant ainsi les restes d'un quai du port de Lutèce. Afin de permettre l'aménagement de la crypte, le parvis est en partie surélevé. Pour le public, en surface, des banquettes en pierre sont installées, tandis que divers niveaux sont aménagés, délimités par quelques îlots de verdure. Désormais minéralisé et dévolu aux piétons, le parvis a renvoyé la circulation automobile à son pourtour.

### XXIesiècle: changement de nom et projet de réaménagement
En 2000, une fontaine Millénaire est installée au croisement du parvis avec la rue d'Arcole.
Depuis le 3 septembre 2006, la place s'appelle « parvis Notre-Dame - place Jean-Paul-II » en hommage au pape Jean-Paul II mort le 2 avril 2005. Ce changement de nom a fait l'objet d'une cérémonie organisée par la mairie de Paris, en présence du maire de Paris Bertrand Delanoë, de l'archevêque de Paris monseigneur André Vingt-Trois, du nonce apostolique monseigneur Fortunato Baldelli, et du clergé de Paris. Ce changement d'appellation, par la décision municipale du 13 juin 2006, n'a pas fait l'unanimité au sein de la majorité municipale, car jugé contraire à la laïcité, et a fait l'objet de manifestations d'opposition. L'inauguration s'est faite sous haute surveillance policière dans un climat tendu et a été marquée par une cinquantaine d'interpellations,.
En 2015, le président de la République François Hollande commande un rapport sur l'avenir de l'île de la Cité au président du Centre des monuments nationaux Philippe Bélaval et à l'architecte Dominique Perrault, remis l'année suivante. Pour redynamiser l'île, ils proposent de remplacer le parvis de Notre-Dame par une dalle en verre géante afin de révéler la présence de la crypte archéologique à la vue de tous les passants, idée finalement refusée par Emmanuel Grégoire, premier adjoint à la maire de Paris Anne Hidalgo. Quoi qu'il en soit, l'avenir du site doit se faire sans le parking souterrain, qui a été fermé, le duo Bélaval-Perrault envisageant d'en faire un espace de service (« vestiaires, sanitaires, accueil, centre d’interprétation ») reliant à la manière d'un forum la crypte, la cathédrale, l'Hôtel-Dieu et la station de métro Saint-Michel.
D'autres idées émergent pour penser un accès à la cathédrale jugé déficient (longues queues sur le parvis, encombrement entre touristes et fidèles), en fonction de contraintes nouvelles (plan Vigipirate) et en lien avec la rénovation du monument victime d'un incendie en 2019. Ainsi, l'association Défense du site de Notre Dame et ses environs propose d'installer le pôle d'accueil pour les touristes à l'Hôtel-Dieu. Si l'idée d'une entrée dans la cathédrale par voie souterraine a parfois été évoquée, elle est rejetée par l'Église. L'Apur conseille pour sa part de piétonniser les dernières voies automobiles du nord du parvis maintenant que le parking est fermé. L'idée de créer un musée de l'Œuvre Notre-Dame au sujet de l'histoire du site refait aussi surface, après la disparition en 2008 de celui qui existait au 10 rue du Cloître-Notre-Dame. 50 millions d'euros sont prévus pour financer le réaménagement des abords de la cathédrale, cette somme pouvant être amenée à évoluer. Le projet est encore en phase d'élaboration et les travaux ne commenceraient pas avant 2024.
En septembre 2021, quatre équipes pluridisciplinaires sont officiellement désignées, ne comptant finalement aucun architecte célèbre parmi elles. En juin 2022, le projet du paysagiste Bas Smets est retenu : il prévoit notamment l'unification des abords de la cathédrale par une importante végétalisation et l'aménagement de l'ancien parking en une promenade intérieure intégrant les activités de service au visiteur et une nouvelle entrée de la crypte ; les travaux sont prévus pour la période 2024-2027.

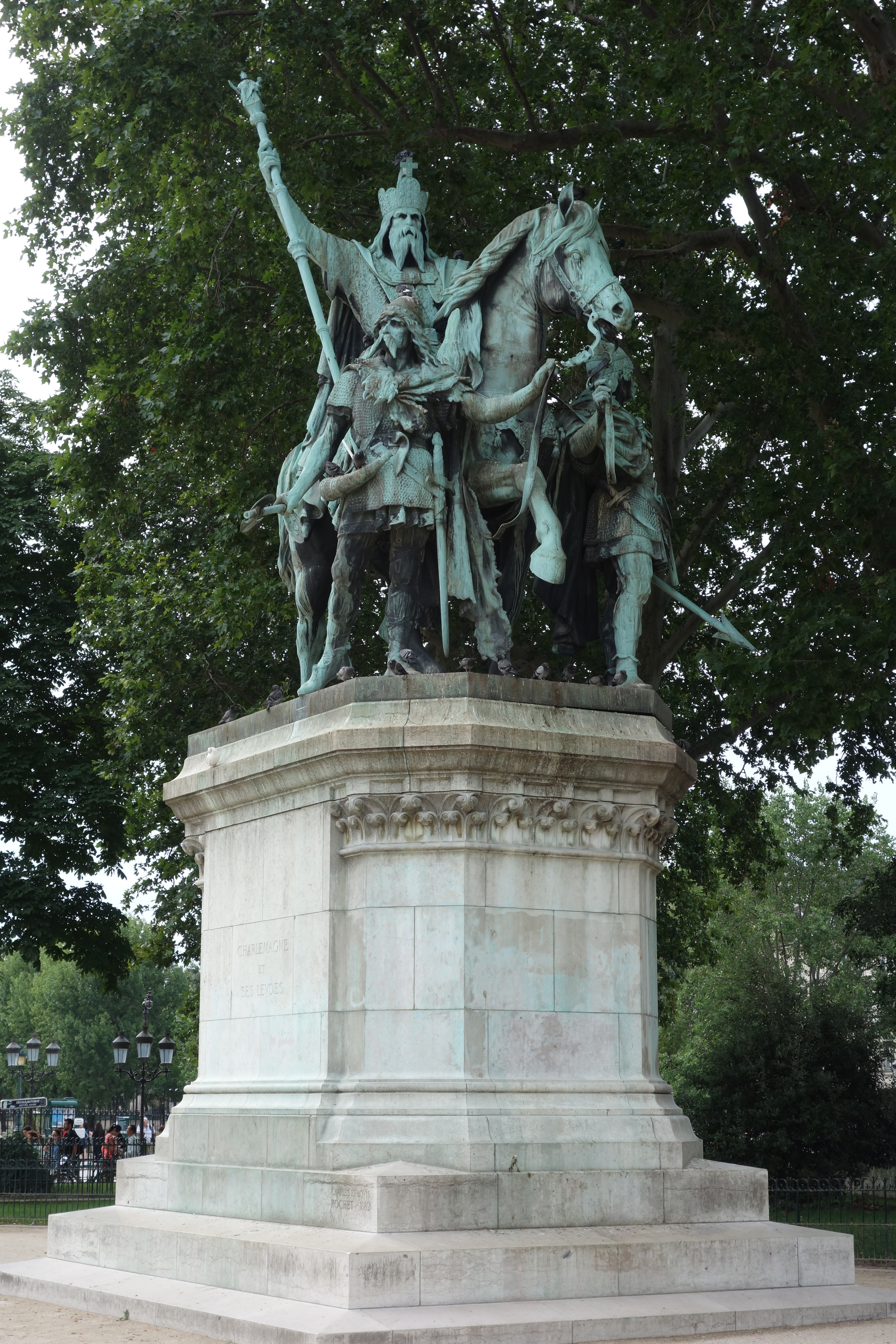
Charlemagne et ses Leudes, œuvre de Louis Rochet (1813-1878).
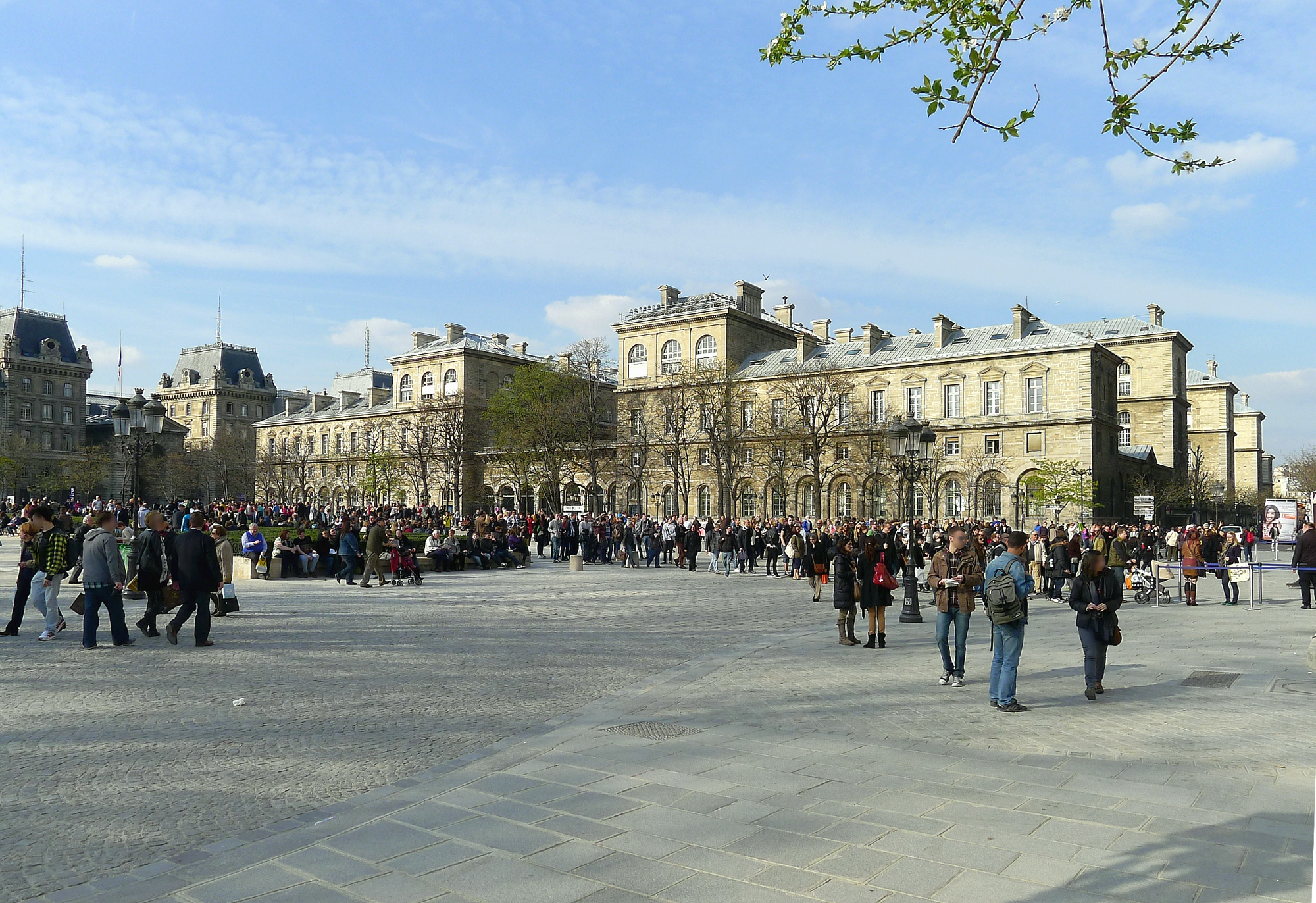
Place vue en direction de l'Hôtel-Dieu.

## Référence cartographique

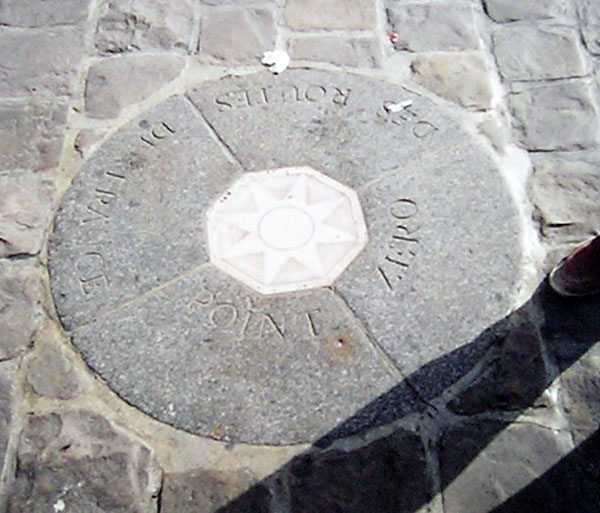
Le point zéro des routes de France.

Devant le portail principal de la cathédrale se trouvait une échelle patibulaire, qui servait à faire monter les condamnés à la pendaison à leur potence. Cette marque de la haute justice de l'évêque de Paris fut remplacée en 1767 par un carcan qui disparut en 1792. C'est de ce poteau que partaient les distances itinéraires de la France. En 1924, on y installa un médaillon, pour marquer le « point zéro des routes de France », point de référence à partir duquel sont mesurées les distances entre Paris et les autres villes.